# Neoitamus richterievi
Neoitamus richterievi är en tvåvingeart som beskrevs av Esipenko 1972. Neoitamus richterievi ingår i släktet Neoitamus och familjen rovflugor. Inga underarter finns listade i Catalogue of Life.